# Gösta Löfgren
Karl Gösta Herbert Löfgren (29. srpna 1923 – 5. září 2006) byl švédský fotbalista a později trenér, který hrával na pozici útočníka. V roce 1955 získal ve Švédsku ocenění Guldbollen pro nejlepšího fotbalistu roku.
Nejdříve hrál za klub Motala AIF, s nímž v sezóně 1957/58 postoupil do Allsvenskan, kde tým vydržel jednu sezónu.
Poté působil v klubu IFK Norrköping. Po ukončení aktivní hráčské kariéry vedl v letech 1971–1972 jako trenér právě švédský klub IFK Norrköping.

## Reprezentační kariéra
Nastupoval za švédskou fotbalovou reprezentaci. Celkem odehrál v národním týmu 40 zápasů a vstřelil 12 gólů.

### Účast na vrcholových turnajích
- Letní olympijské hry 1952 ve Finsku (zisk bronzových medailí)
- Mistrovství světa 1958 ve Švédsku (2. místo po finálové porážce 2:5 s Brazílií, zisk stříbrných medailí)[4]